# Cilla Back
Cilla Veronica Back (Tampere, 16 aprile 1971) è una regista teatrale finlandese.

## Formazione e attività
“Una nomade si riconosce dalle tracce che si lascia dietro dopo il suo passaggio. Cilla Veronica Back è una sorta di nomade del teatro europeo, senza legami stringenti con alcun teatro, con nessuna area culturale o modelli predeterminati." 

(Hedda Kage)
All'età di 19 anni si trasferisce in Italia. Dapprima a Perugia dove studia Storia del Teatro, Scenografia e Psicologia dell'età evolutiva. In seguito si sposta a Milano e, una volta superato l’esame di ammissione alla Scuola d'arte drammatica Paolo Grassi, frequenta il corso di regia. Si diploma come regista teatrale nel 1996, debuttando per l'esame da regista al Teatro Verdi di Milano con la rappresentazione de  La signorina Giulia (Fröken Julie) di August Strindberg.
Da allora Cilla Back svolge attività di regia e di insegnamento. Oltre a dirigere le sue produzioni, realizza i costumi di scena dei suoi spettacoli e, quando può, si fa carico anche delle scenografie, della selezione e montaggio delle musiche.

## Percorso artistico
Le sue opere teatrali sono state rappresentate in diversi paesi europei, Cilla Back è infatti una dei pochi registi del teatro finlandese attivi e affermati anche all'estero. Spesso è ospite di festival teatrali in Finlandia, Svezia, Italia, Russia, Germania e Francia. Tra i teatri europei dove ha realizzato spettacoli teatrali vi sono la Schaubühne Am Lehniner Platz di Berlino, il teatro della Schauspielhaus di Bochum, il Theater Basel di Basilea, il Det Norske Teatret  di Oslo, il prestigioso Finnish National Theater di Helsinki, lo Swedish National Theater di Stoccolma, il Theater Heidelberg di Heidelberg e la Fundacao Centro Cultural de Belém di Lisbona.

## Influenze e stile di regia
In diverse interviste la regista finlandese cita tra i suoi riferimenti culturali e teatrali Luchino Visconti, Luca Ronconi, Roberto Castellucci, Grotowski, Pina Bausch, Ibsen e Strindberg.
Difatti, se si passano in rassegna le produzioni da lei dirette, si possono trovare i nomi di autori come Shakespeare, Racine, Molière, Goldoni, Pirandello, accanto a Strindberg, Ibsen, Wedekind, De Filippo e ancora Gombrowicz, Tennessee Williams, Caryl Churchill e Yasmina Reza. Ad affascinare e interessare Cilla Back nell'opera di questi autori non sono tanto o soltanto le storie o il carattere dei personaggi, ma è piuttosto il ricco e insondato materiale umano che essi offrono alla scena. Come “un’archeologa” dell’umano, Back si propone di scavare e portare alla luce i molteplici strati di miseria, di desiderio, di dolore e di falsità che di volta in volta sostengono atti, gesti e parole dei personaggi.
Se la tradizione teatrale finlandese è storicamente molto legata al realismo e al naturalismo, lo stile registico di Back spicca e si diversifica per il suo forte orientamento al visivo e alla gestualità. Il suo stile di regia si basa su un minuzioso lavoro coreografico, teso a creare una gabbia gestuale in cui nessun gesto è casuale o privo di significato. Il suo è un teatro dove è predominante la fisicità degli attori e la precisione corale nelle coreografie - caratteristica che probabilmente deriva dallo studio della danza classica secondo il severo metodo della scuola russa e dalle influenze del teatro danza di Pina Bausch. Col suo teatro surreale, grottesco, fatto di visualità corporea e vicino all'Opera, Cilla Back delinea piccoli ritratti di umanità. Hedda Kage sottolinea come il filo rosso nel lavoro della regista finlandese sia da rintracciare nel modo con cui essa si appropria del materiale che vuole rappresentare, lo penetra e ne sviscera le strutture profonde, senza limitarsi a mettere in scena narrazioni di personaggi che rappresentano se stessi e i propri stati d’animo attraverso le proprie parole e azioni.
Nel teatro di Back, lo studio del linguaggio del corpo e del movimento nello spazio, consente di stabilire un rapporto stretto tra il movimento, il gesto, la parola e i processi psicologici che difficilmente raggiungono la soglia della coscienza.
Il gesto è sia un medium dei sentimenti profondi dell’animo umano, sia un suo prodotto/risultato. La gestualità e il gesto sono esternalizzazione di stati psichici preesistenti: emozioni, reazioni, impeti e pensieri. Ma questa esternalizzazione non è soltanto comunicazione dell’anima con gli altri esseri umani attraverso un atto esteriore del corpo. Esiste infatti una sorta di psicologia atavica che predispone una serie di equivalenti tra emozioni profonde e gestualità umana. In questo senso il gesto è anche il prodotto, cosciente o subito, dell’animo umano.
L'archeologia dell'umano di Back è dunque interessata agli stati profondi della mente e della coscienza degli esseri umani, all'impeto e agli stati turbolenti dell'animo, perché vuole indagare ciò che sta alla base delle azioni o delle parole che appaiono manifeste ed evidenti.
Il palcoscenico diventa così uno spazio di elaborazione simbolica e condizione fondante del suo lavoro teatrale. In cui l'“antirealismo espressivo” interroga e mette in discussione le convenzioni teatrali, ma senza troppo timore di tradire le aspettative più tradizionali.
Cilla Back ricorda la funzione catartica del teatro, e osserva che la catarsi è un processo doloroso. Infatti quando le chiedono se il teatro deve occuparsi del tema del morboso e del patologico, della malattia e della follia; risponde che malattia e follia sono parole che non le piacciono. Piuttosto preferisce usare la parola italiana “ferita”. Questo perché i drammi si basano sul conflitto e un conflitto lascia sempre sul corpo una ferita e una cicatrice.

## Relazioni internazionali e Contributi a progetti culturali europei
CIlla Back, all’interno del teatro finlandese, ha spesso promosso e partecipato a collaborazioni internazionali con altri teatri europei.
Ha preso parte come Direttore Artistico e Artista Associato per la Finlandia, al progetto Prospero (EU Culture Program Prospero 2008 – 2012). Il progetto Prospero è una rete culturale europea che nasce nel 2007 e unisce realtà che desiderano sviluppare un dialogo interculturale attraverso la mobilità degli artisti o degli operatori culturali, lo scambio e la diffusione delle produzioni culturali. I quattro obiettivi di Prospero sono: 1) favorire la circolazione delle opere e degli artisti; 2) stimolare e sostenere uno spazio e un'eredità culturale comune; 3) incentivare il dialogo interculturale e promuovere la diversità delle culture; 4) contribuire allo sviluppo di una cittadinanza europea.
Del progetto Prospero, per il quinquennio 2008-2012, fanno parte sei importanti istituzioni di vertice del teatro europeo:
- il Théâtre National de Bretagne (Rennes, Francia), coordinatore del progetto;
- il Théâtre de la Place (Liegi, Belgio);
- Emilia-Romagna Teatro Fondazione (Modena, Italia);
- la Schaubühne Am Lehniner platz (Berlino, Germania);
- il Centro Cultural de Belém (Lisbona, Portogallo);
- Tutkivan Teatterityön Keskus – Centro per la pratica e ricerca teatrale (Tampere, Finlandia)

All'interno del progetto europeo Prospero, Cilla Back ha partecipato anche con la sua opera “Hilda”, la cui produzione è stata ospitata anche a Lisbona e alla Schaubühne di Berlino.

## Teatro
- Tutto in una busta di plastica di Sirkku-Liisa Peltola. Teatro dell'Arte di Milano (1998)
- Nukkekoti (Casa di bambola) di Henrik Ibsen. Lahden kaupunginteatteri di Lahti (1999)
- Viettelyksen vaunu (Un tram chiamato desiderio) di Tennessee Williams. Lahden Kaupunginteatteri di Lahti (2000)
- Poltettu Oranssi di Eeva-Liisa Manner. Tampereen Työväen Teatteri di Tampere (2001)
- Ihmisvihaaja (Il misantropo) di Molière. Oulun Kaupunginteatteri di Oulu (2001)
- Tre gånger liv (3 x Liv) di Yasmina Reza. Svenska Teatern di Helsinki (2002)
- In weiter Ferne di Caryl Churchill. Theater Tri-buehne di Stoccarda (2002)
- Filumena Marturano di Eduardo De Filippo. Kansallisteatteri di Helsinki (2003)
- Fodringsägare di August Strindberg. Vaasan Kaupunginteatteri di Vaasa (2004)
- Intohimon hämärä kohde di Jean-Claude Carrière. Turun kaupunginteatteri di Åbo -Turku (2005)
- Rosmersholm di Henrik Ibsen. Suomen Kansallisteatteri di Helsinki (2005)
- Lulu di Frank Wedekind. Vaasan Kaupunginteatteri di Vaasa (2006)
- Hotelli Molière di Back (tratto da Molière). Kuopion kaupunginteatteri di Kuopio (2007)
- Hedda Gabler di Henrik Ibsen. Turun kaupunginteatteri di Åbo -Turku  (2007)[10][11]
- Yvonne di Witold Gombrowicz. Det Norske Teatret di Oslo (2008)
- Neiti Julie di August Strindberg. Kuopion kaupunginteatteri di Kuopio (2009)
- Fröken Else di Arthur Schnitzler. Det Norske Teatret di Oslo (2011)
- Enron di Lucy Prebble  Theater Basel di Basilea (2011)
- Hilda di Marie NDiaye. Produzione all'interno del progetto Prospero, Schaubühne Berlin di Berlino e Centro Cultural de Belém di Lisbona e Tampere Teatterikesä di Tampere (2011)
- Yerma di Garcia Lorca. Schauspielhaus Bochum di Bochum (2011)
- Edith - Skrattande strimma av en scharlakanssol (Un raggio ridente di sole scarlatto) di Cilla Back. Wasa Teater di Vaasa (2014)
- Fru Catharina Boije och hennes döttrar di Fredrika Runeberg (drammatizzazione di Sofia Aminoff). Svenska Teatern di Helsinki (2015)
- Tarantata di Cilla Back. Dance Theatre Minimi di Kuopio (2015)
- These Little Town Blues di Pipsa Lonka. Theater Heidelberg di Heidelberg (2015)